# Präsidentschaftswahl in Afghanistan 2009
Die Präsidentschaftswahl in der Islamischen Republik Afghanistan im Jahr 2009 war die zweite Präsidentschaftswahl seit dem Sturz des Taliban-Regimes infolge der US-geführten Intervention im Oktober 2001. Der damalige Amtsinhaber Hamid Karzai, der neben seinem Mitstreiter dem ehemaligen Außenminister Abdullah Abdullah als Favorit für das Präsidentenamt galt, wurde von der Wahlkommission am 2. November 2009 zum Präsidenten erklärt und schließlich am 19. November offiziell vereidigt. Eine geplante Stichwahl zwischen Karzai und Abdullah war zuvor abgesagt worden, da Abdullah etwa eine Woche vor dem Wahltermin erklärt hatte, doch nicht bei einer Stichwahl im zweiten Wahlgang antreten zu wollen. Zuvor war der erste Wahlgang, der am 20. August 2009 stattfand, von Wahlmanipulationen und mehreren Bombenanschlägen im Vorfeld der Wahl überschattet. Karzai hatte in dieser ersten Wahlrunde eine für den Sieg notwendige absolute Mehrheit verfehlt.

## Ausgangslage

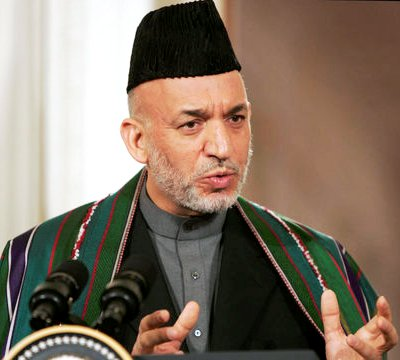
Präsident Hamid Karzai trat zur Wiederwahl an.

Nachdem die Loja Dschirga, die Große Ratsversammlung, am 4. Januar 2004 eine neue Verfassung der Islamischen Republik Afghanistan verabschiedet hatte, fand im Oktober 2004 erstmals eine Präsidentschaftswahl statt. Der im Petersberg-Prozess eingesetzte Übergangspräsident Hamid Karzai gewann mit deutlichem Vorsprung die Wahl und wurde als erster gewählter Präsident Afghanistans vereidigt.
Gemäß der Verfassung sollte spätestens einen Monat vor dem Ablauf der Amtszeit Karzais Ende Mai 2009 eine Präsidentschaftswahl stattfinden, die Unabhängige Wahlkommission empfahl aber bereits im April 2008, den Wahltermin auf den Spätsommer 2009 zu verschieben. Ursprünglich wurde sogar eine Zusammenlegung mit der für 2010 vorgesehenen Parlamentswahl erwogen, allerdings löste dieser Vorschlag Proteste der Oppositionsparteien aus.
Da aber durch die Verschiebung des Wahltermins auf den 20. August 2009 Karzais Amtszeit vor den Wahlen ablief, drohte Afghanistan ein Machtvakuum. Mehrere Parteien kündigten an, Karzai nach dem 21. Mai 2009 nicht mehr als Präsident anzuerkennen. Karzai versuchte daraufhin per Dekret, die Wahl auf den 21. April vorzuverlegen, X scheiterte aber an dem Widerstand des Parlaments sowie der ISAF, die für die Sicherheit während des Wahlgangs zuständig war. Karzai erklärte sich daraufhin bereit, auch nach Ablauf seines Mandats vorübergehend im Amt zu bleiben.

## Kandidaten

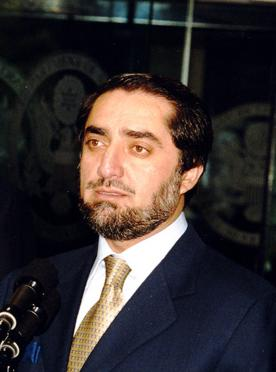
Kandidat Abdullah Abdullah

Insgesamt 36 Kandidaten, darunter mit der Parlamentsabgeordneten Schala Ata und Frozan Fana, der Witwe Abdul Rahmans, zwei Frauen, bewarben sich um das Präsidentenamt.
Amtsinhaber Hamid Karzai hatte schon früh seine Bereitschaft für eine zweite Amtszeit erklärt, überraschte aber Beobachter mit der Nominierung des ehemaligen Führers der Nordallianz, Mohammed Fahim, als seinen Stellvertreter. Mit der Nominierung des Tadschiken Fahim versuchte Karzai, Wähler aus dem Norden Afghanistans für sich zu gewinnen, international wurde seine Entscheidung aber von Diplomaten und Menschenrechtsgruppen kritisiert.
Die aus der Nordallianz hervorgegangene Nationale Vereinigte Front nominierte den ehemaligen afghanischen Außenminister Abdullah Abdullah für das Präsidentenamt. Abdullah genoss eine hohe Popularität nicht nur unter den Tadschiken, sondern auch unter den Paschtunen, und galt als der einzige ernstzunehmende Herausforderer Karzais.
Mit dem ehemaligen Finanzminister Aschraf Ghani trat ein Wirtschaftsexperte an, der zudem der Wunschkandidat der Vereinigten Staaten gewesen sein soll. Ein weiterer unabhängiger Kandidat war der ehemalige Planungsminister Ramasan Bashardost, der dem Volk der Hazara angehört. Umfragen bescheinigten ihm und Ghani Chancen auf den dritten Platz bei den Präsidentschaftswahlen.

## Situation vor der Wahl
Der Wahlkampf war überschattet von der zunehmenden Instabilität der Sicherheitslage in der Hauptstadt Kabul. In den letzten Tagen vor dem ersten Wahlgang kamen zahlreiche Menschen bei Bombenanschlägen ums Leben. So starben am 15. August 2009 fünf Menschen bei einem Selbstmordanschlag vor dem ISAF-Hauptquartier. Zwei Tage vor der Wahl wurde der Präsidentenpalast mit Raketen beschossen.
Führer der radikal-islamischen Taliban kündigten weitere Anschläge am Wahltag an und forderten die Afghanen zum Boykott der Wahl auf. Sie drohten potenziellen Wählern, ihre bei der Stimmabgabe mit Tinte markierten Finger abzuschneiden. Die Regierung reagierte auf die Gewaltakte mit einer Nachrichtensperre, um zu verhindern, dass die Afghanen aus Angst vor weiteren Anschlägen den Wahllokalen fernbleiben würden.
Für die Sicherheit der rund 17 Millionen Wahlberechtigten sollten mehr als 200.000 afghanische und 100.000 ausländische Polizisten und Soldaten sorgen. Aufgrund der schwierigen Sicherheitslage im Osten und Süden Afghanistans konnten Wahlbeobachter nur in zwei Dritteln des Landes eingesetzt werden.
Eine sechs Tage vor der Wahl veröffentlichte Umfrage sah Karzai bei einem Stimmanteil von 44 %, womit er sich einer Stichwahl stellen müsste. Sein voraussichtlicher Gegner in einem zweiten Wahlgang wäre demnach Abdullah Abdullah gewesen, dem knapp 30 % der Stimmen vorhergesagt wurden.

## Erster Wahlgang
Am Wahltag, dem 20. August 2009, wurden von den afghanischen Behörden insgesamt 73 Anschläge registriert. Der schwerste Zwischenfall wurde in der nordafghanischen Stadt Baglan gemeldet, wo Aufständische die Stadt stürmten, um so die Öffnung der Wahllokale zu verhindern. Bei den Gefechten kamen der Polizeichef Baglans sowie 21 Taliban-Kämpfer ums Leben.
Staatliche Wahlbeobachter und Vertreter der Vereinten Nationen berichteten von einer überraschend hohen Wahlbeteiligung, unabhängige Journalisten konnten diese Angaben aber nicht bestätigen. Vor allem im von den Taliban kontrollierten Süden und Osten Afghanistans habe es eine äußerst geringe Beteiligung gegeben. Bei der Unabhängigen Wahlkommission gingen zahlreichen Klagen über Wahlbetrug und Versuche zur Einflussnahme beim Wahlgang ein. Unabhängige Wahlbeobachter der einheimischen Organisation Fefa (Free and Fair Election Foundation of Afghanistan) berichteten von mehrfachen Stimmabgaben, der Teilnahme minderjähriger Wähler sowie dem Auffüllen der Wahlurnen mit gefälschten Stimmzetteln. Vertreter der Europäischen Union bezeichneten dagegen den Verlauf der Wahlen als „weitgehend positiv“.
Bereits einen Tag nach der Wahl gab die Unabhängige Wahlkommission bekannt, dass die Auszählung aller Stimmen in den Wahllokalen beendet sei, die einzelnen Listen aber noch überprüft werden müssten. Die Wahlbeteiligung soll bei 40 bis 50 % gelegen haben, womit die Beteiligung bei den Präsidentschaftswahlen im Jahr 2004 deutlich unterboten wurde. Sowohl Karzai als auch Abdullah ließen sich von ihren Anhängern zum Wahlsieger erklären. Offizielle Ergebnisse sollten aber erst im September bekannt gegeben werden.

## Wahlergebnisse
Am 25. August 2009 gab die Unabhängige Wahlkommission einen ersten Zwischenstand der Stimmauszählungen bekannt. Demnach hatte Hamid Karzai mit einem Stimmanteil von 40,6 % einen nur geringen Vorsprung auf Abdullah Abdullah, der auf 38,7 % kam. Das Zwischenergebnis basierte auf rund 10 % der abgegebenen Stimmen. Weitere Zwischenergebnisse deuteten auf einen deutlicheren Vorsprung von Karzai hin.
Während der Stimmauszählung mehrten sich allerdings die Vorwürfe massiven Wahlbetrugs, wodurch sich die Bekanntgabe des endgültigen Wahlergebnisses verzögerte. Am 15. September 2009 ordnete die Wahlkommission schließlich die Neuauszählung in mehr als 3000 Wahllokalen an. Wahlbeobachter der EU befürchteten, dass bis zu 1,5 Millionen Stimmen gefälscht seien. Auch die Beobachter der Vereinten Nationen räumten einen „bedeutenden und weitreichenden Wahlbetrug“ ein.
Trotz der ausstehenden Überprüfung der Stimmzettel wurde am 16. September 2009 ein vorläufiges Endergebnis bekanntgegeben. Demnach hatte Amtsinhaber Karzai bereits im ersten Wahlgang mit 54,6 % der Stimmen die notwendige absolute Mehrheit zur Wiederwahl gewonnen. Sein Herausforderer Abdullah Abdullah kam auf einen Stimmenanteil von 27,8 %, die Wahlbeteiligung betrug nur 38,7 %. Die Wahlkommission teilte jedoch mit, mit der Ernennung Karzais zum Wahlsieger so lange zuzuwarten, bis die Betrugsvorwürfe geklärt worden wären.
Die Ermittlungen der Beschwerdekommission zogen sich über mehrere Wochen hin. Am 19. Oktober 2009 gab die Kommission schließlich bekannt, dass hunderttausende Stimmen ungültig seien. Die Ergebnisse aus 210 Wahllokalen wurden annulliert. Einen Tag später erklärte die Unabhängige Wahlkommission, dass gemäß den Ergebnissen der Beschwerdekommission Karzai die absolute Mehrheit verfehlt hatte, sein Stimmenanteil betrug nur noch 49,67 %. Als Termin für die Stichwahl zwischen Karzai und Abdullah Abdullah wurde der 7. November 2009 angesetzt.

## Abgesagter zweiter Wahlgang
Karzai erklärte sich umgehend bereit, zur Stichwahl anzutreten. Zuvor hatten Vertreter der EU und der Vereinigten Staaten angesichts des ungewissen Ausgangs der Wahlen die Konkurrenten aufgefordert, eine Einheitsregierung zu bilden.
Karzais Herausforderer Abdullah machte allerdings seine Teilnahme bei der Stichwahl von der Erfüllung mehrerer Bedingungen abhängig; so forderte er als Konsequenz aus den zahlreichen Manipulationen beim ersten Wahlgang die Entlassung des Vorsitzenden der Wahlkommission. Als die afghanische Regierung Abdullahs Forderungen nicht erfüllt hatte, erklärte dieser seinen Rückzug aus dem Rennen um das Präsidentenamt. Dessen ungeachtet wollte sich Hamid Karzai auch ohne einen Gegenkandidaten der Stichwahl am 7. November 2009 stellen.
Die Unabhängige Wahlkommission sagte am 2. November 2009 die Stichwahl ab und erklärte Amtsinhaber Karzai als einzig verbliebenen Kandidaten zum neuen Präsidenten. Am 19. November 2009 wurde Karzai für eine zweite Amtszeit vereidigt.